# لین کارور

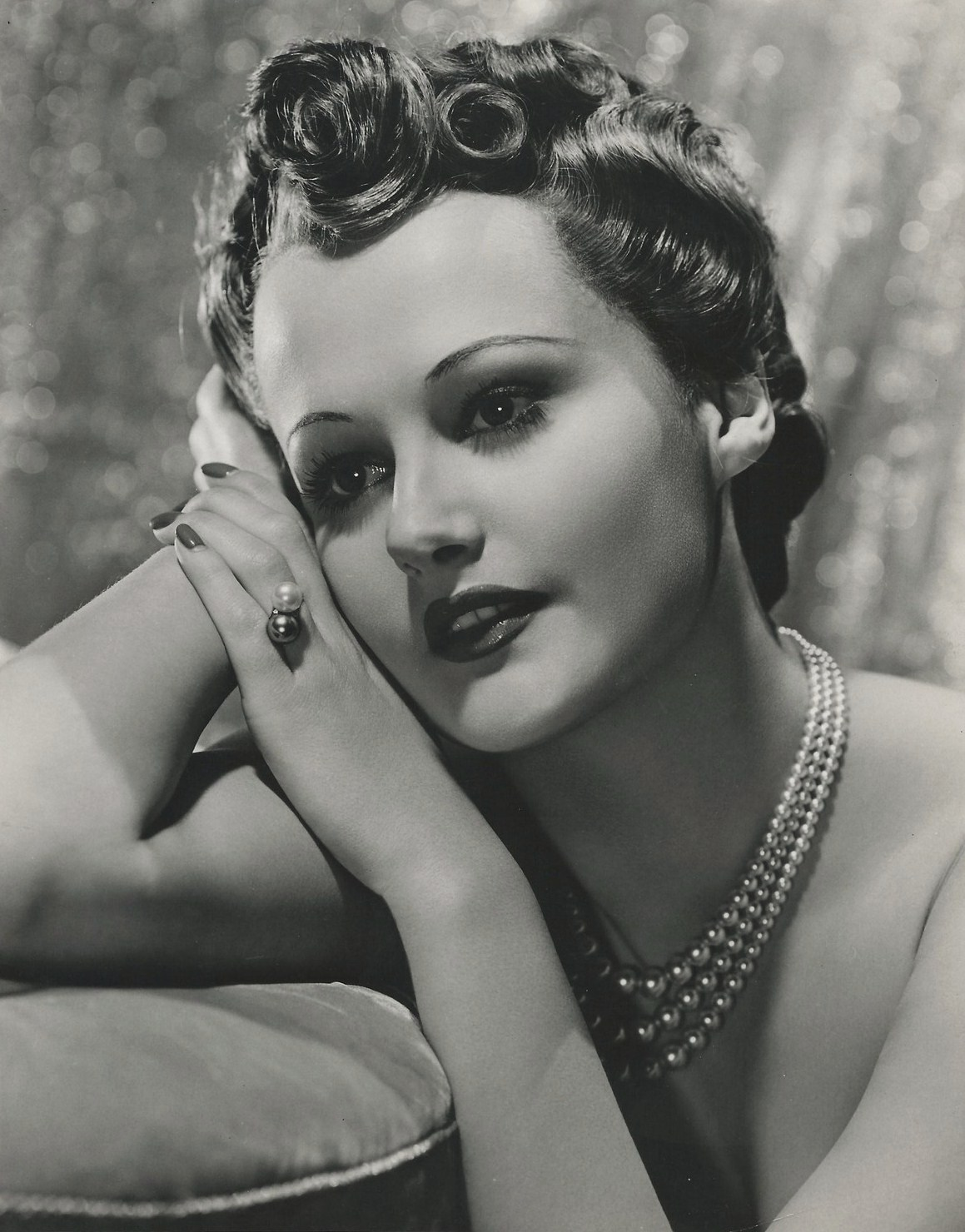

لین کارور (متولد ویرجینیا رید سامپسون، ۱۳ سپتامبر ۱۹۱۶–۱۲ اوت ۱۹۵۵) یک هنرپیشه آمریکایی بود. او بین سال‌های ۱۹۳۴ تا ۱۹۵۳ در بیش از ۴۰ فیلم ظاهر شد.
کارور در لکسینگتون، کنتاکی به دنیا آمد. او پس از یک سال مبارزه با سرطان در ۱۲ اوت ۱۹۵۵ در ۳۸ سالگی در بیمارستان مموریال در شهر نیویورک درگذشت